# Xanthodynerus jordanicus
Xanthodynerus jordanicus är en stekelart som beskrevs av Gusenleitner 1990. Xanthodynerus jordanicus ingår i släktet Xanthodynerus och familjen Eumenidae. Inga underarter finns listade i Catalogue of Life.